# Oscar Naasei
Oscar Naasei Opong (Acra, Ghana, 24 de febrero de 2005) es un futbolista ghanés que juega en la demarcación de defensa central para el Granada C. F. de la Segunda División de España.

## Trayectoria
Empezó a formarse como futbolista en la academia ghanesa de Emmanuel City, hasta que en 2023, firmó por el Granada C. F. para incorporarse a su equipo Juvenil A. 
El 17 de marzo de 2024, hizo su debut en Primera RFEF con el Recreativo Granada frente a la UD Melilla. Desde entonces encadenó otras nueve participaciones más, todas ellas como titular hasta el término de la temporada. 
El 11 de julio de 2024, renovó su compromiso por el Granada C. F. de la Segunda División de España.

## Clubes
| Club              | País   | Año   | Partidos | Goles |
| ----------------- | ------ | ----- | -------- | ----- |
| Granada C. F. "B" | España | 2024- | 18       | 0     |
| Granada C. F.     | España | 2024- | 7        | 0     |